# Ratpenat de Kelaart
El ratpenat de Kelaart (Pipistrellus ceylonicus) és una espècie de ratpenat de la família dels vespertiliònids que es troba a l'Índia, Xina, Brunei, Indonèsia, Malàisia, Myanmar, el Pakistan, Sri Lanka i el Vietnam.